# Công ty Xe hơi SsangYong
Công ty xe hơi KG (Hangul: 케이지모빌리티 주식회사 hoặc KG모빌리티), viết tắt là KGM, là một công ty sản xuất ô tô của Hàn Quốc, đây là hãng xe có quy mô lớn thứ 3 tại đất nước này. Trụ sở chính được đặt tại thành phố Pyeongtaek, tỉnh Gyeonggi. Chủ tịch của KGM hiện nay là ông Kwak Jae-seon và CEO hiện tại là ông Hwang ki-young

## Lịch sử

### Công ty ô tô Dong-A (1954–1987)
SsangYong ban đầu khởi nghiệp từ hai công ty riêng biệt; Xưởng ô tô Ha Dong-hwan (thành lập năm 1954) và Công ty ô tô Dongbang (thành lập năm 1962). Vào giữa năm 1963, hai công ty sáp nhập thành Công ty ô tô Ha Dong-hwan.  ( tiếng Hàn :  하동환자동차공업주식회사 ). Năm 1964, Công ty ô tô Hadonghwan bắt đầu sản xuất xe jeep cho Quân đội Hoa Kỳ cũng như xe tải và xe buýt . Bắt đầu từ năm 1976, Hadonghwan sản xuất nhiều loại xe chuyên dụng. Sau khi đổi tên thành Dong-A Motor ( tiếng Hàn :  동아자동차공업주식회사 ) vào năm 1977 và nắm quyền kiểm soát Keohwa vào năm 1984, công ty đã được Tập đoàn kinh doanh SsangYong tiếp quản vào năm 1986. 

### Công ty ô tô SsangYong (1986–2023)
Sau khi Dong-A Motor được Tập đoàn kinh doanh SsangYong tiếp quản, tên của Dong-A Motor đã được đổi thành SsangYong Motor vào năm 1988.  Năm 1987, công ty đã mua lại nhà sản xuất ô tô chuyên dụng Panther Westwinds có trụ sở tại Vương quốc Anh . 
Năm 1991, SsangYong bắt đầu hợp tác công nghệ với Daimler-Benz . Thỏa thuận này nhằm mục đích phát triển một mẫu xe thể thao đa dụng (SUV) với công nghệ của Mercedes-Benz . Điều này được cho là sẽ cho phép SsangYong có chỗ đứng tại các thị trường mới mà không cần phải xây dựng cơ sở hạ tầng riêng (sử dụng mạng lưới Mercedes-Benz hiện có), đồng thời mang đến cho Mercedes một đối thủ cạnh tranh trong thị trường SUV đang bùng nổ vào thời điểm đó.  Kết quả là Musso ra đời , được Mercedes-Benz bán ra đầu tiên và sau đó là SsangYong. 
SsangYong được hưởng lợi nhiều hơn từ liên minh này, rất lâu sau khi Daimler-Benz ngừng bán Musso, sản xuất phiên bản thiết kế đặc biệt của Mercedes-Benz MB100 , Istana và sử dụng thiết kế của Daimler trong nhiều mẫu xe khác, bao gồm Korando thế hệ thứ hai (động cơ và hộp số), Rexton (hộp số),  Chairman H (khung gầm và hộp số)  và Kyron (hộp số). 

## Bảo hộ phá sản
Ngày 9/1/2009, hãng xe có quy mô nhỏ nhất Hàn Quốc nộp đơn xin được bảo hộ phá sản lên Tòa án Tối cao nhằm bảo vệ tài sản khỏi các chủ nợ, sau khi tình hình kinh doanh xuống dốc, chịu tác động nặng nề bởi cuộc khủng hoảng tài chính toàn cầu, đồng thời, tổ chức mẹ SAIC cũng quyết định không rót thêm tiền.
Từ tháng 5 đến tháng 7 năm 2009, để phản đối kế hoạch cắt giảm 30% nhân sự từ phía ban lãnh đạo công ty. Các công nhân và kỹ sư đã tổ chức đình công quy mô lớn, họ tiến hành chiếm giữ nhà máy sản xuất chính đặt tại thành phố Pyeongtaek của Ssangyong trong vòng 77 ngày.
Ngày 8/12/2009, Tòa án Tối cao Hàn Quốc đã ra phán quyết cuối cùng về kế hoạch giải cứu Ssangyong, theo đó SAIC sẽ bị buộc phải cắt giảm số giá trị cổ phần mà họ hiện sở hữu của Ssangyong từ 51% xuống còn 11.2%. Đồng thời, SsangYong phải chịu trách nhiệm hoàn trả dần khoản nợ trên 1 tỷ đô la Mỹ của mình trong vòng 10 năm tới.
Tháng 8 năm 2010, đại diện của SsangYong Motors chính thức ra tuyên bố, rằng tập đoàn Mahindra & Mahindra đến từ Ấn Độ là nhà thầu được ưu tiên lựa chọn để mua lại 51% cổ phần của công ty này. Biên bản ghi nhớ đã được hai phía ký kết vào ngày 26/08/2010. Các thủ tục mua lại được hoàn thành sau đó, vào tháng 3 năm 2011.
Tuy nhiên hiện nay, Ssangyong vẫn tiếp tục nộp đơn xin bảo hộ phá sản. Hãng không thể trả nổi khoản vay 54,4 triệu USD và đã nộp đơn lên Tòa án Tối cao vào ngày 21 tháng 12 năm 2020.

## Sau khi phá sản và cho đến khi Tập đoàn KG tiếp quản (2020 -2022)

#### Việc tiếp quản thất bại của Edison Motors
Vào tháng 10 năm 2021, có thông tin cho rằng SsangYong sẽ được nhà sản xuất xe buýt và xe tải điện Edison Motors mua lại, điều này sẽ dẫn đến việc SsangYong thoát khỏi quyền tiếp quản. Edison Motors có kế hoạch giới thiệu xe SsangYong vào thị trường Hoa Kỳ, Mexico và Canada vào giữa những năm 2020. Edison Motors cũng có ý định loại bỏ dần việc sản xuất và bán xe mới chạy bằng nhiên liệu hóa thạch của SsangYong vào năm 2030, thay vào đó sẽ chỉ sản xuất và bán xe chạy bằng điện của hãng này nếu được mua lại.  Vào tháng 1 năm 2022, tòa án Hàn Quốc đã "chấp thuận" kế hoạch mua lại của Edison Motors, mặc dù công ty sẽ bị tiếp quản cho đến khi giao dịch hoàn tất.  Vào tháng 3 năm 2022, SsangYong cho biết việc tiếp quản Edison Motors đã bị hủy bỏ vì Edison Motors không thực hiện được khoản thanh toán mua lại trong tháng đó. 
Vào tháng 12 năm 2021, SsangYong đã ký một thỏa thuận với BYD Auto của Trung Quốc để cùng phát triển hệ thống pin cho chiếc ô tô điện đầu tiên của mình (gọi là U100) sẽ được ra mắt vào năm 2023.  

#### Việc tiếp quản của Tập đoàn KG
Vào tháng 6 năm 2022, Tòa án Phá sản Seoul đã chọn một tập đoàn (KG Mobility) do Tập đoàn KG đứng đầu làm bên đấu thầu cuối cùng để tiếp quản SsangYong Motor. Tập đoàn này dự định trả 900 tỷ won (699,5 triệu đô la) cho SsangYong.  Vào tháng 8 năm 2022, Ủy ban Thương mại Tự do Hàn Quốc đã chấp thuận việc Tập đoàn KG mua lại 61% cổ phần đa số của SsangYong thông qua tập đoàn này.  Các khoản thanh toán mua lại đã được hoàn tất vào cuối tháng đó. Vào tháng 9 năm 2022, Tòa án Phá sản Seoul đã đồng ý với kế hoạch thoát khỏi quyền tiếp quản của SsangYong, bao gồm cả việc phát hành cổ phiếu mới để trả cho các chủ nợ.  Tập đoàn KG dự kiến sẽ bắt đầu quá trình thoát khỏi quyền tiếp quản của SsangYong vào đầu tháng 10 và hoàn tất quá trình mua lại vào (hoặc trước) ngày 14 tháng 10, hạn chót bán SsangYong. Ngoài ra còn có kế hoạch đổi tên SsangYong.  Sau khi trì hoãn, liên doanh đã bắt đầu các thủ tục thoát khỏi quyền tiếp quản vào ngày 31 tháng 10 bằng cách yêu cầu chấm dứt quyền tiếp quản lên Tòa án Phá sản Seoul.  Tòa án đã chấp thuận việc thoát khỏi quyền tiếp quản vào ngày 11 tháng 11, hoàn tất việc mua lại của liên doanh. 
Vào tháng 12 năm 2022, chủ tịch SsangYong Kwak Jae-seon cho biết công ty dự định xóa bỏ hoàn toàn tên "SsangYong" vào tháng 3 năm 2023 bằng cách sửa đổi điều lệ công ty . Công ty dự kiến đổi tên thành "KG Mobility", áp dụng thương hiệu mới và sử dụng KG làm thương hiệu, nhằm tránh gây ấn tượng tiêu cực về tên gọi hiện tại,  tránh khỏi "hình ảnh đau thương" của nó. 

## Công ty ô tô KG (2023 - nay)
Công ty đã áp dụng tên KGM vào tháng 3 năm 2023.  Khi công ty được đổi tên, công ty liên kết tài chính của nó, SY Auto Capital, cũng được đổi tên thành KG Capital. Vào tháng 5 năm 2023, KG Inicis của Tập đoàn KG đã mua lại 49% cổ phần KG Capital do KB Capital nắm giữ và 6% cổ phần của KGM, khiến KB Capital còn lại 45% và KG Inicis còn lại 55%. 
Công ty đã xây dựng kế hoạch sử dụng công nghệ để nâng cao năng lực cạnh tranh trên nhiều phân khúc thị trường (đặc biệt là xe điện) và thâm nhập vào các thị trường nước ngoài kém phát triển hơn nhưng có tiềm năng tăng trưởng (như Châu Phi, Đông Nam Á, Nam Mỹ hoặc Trung Đông) để mở rộng cơ sở bán hàng. Năm 2022, công ty đã ký hợp đồng lắp ráp linh kiện rời (KD) với Công ty Sản xuất Ô tô Quốc gia Saudi Arabia. Tháng 1 năm 2023, công ty đã ký một hợp đồng KD khác với NGT, một công ty đến từ Các Tiểu vương quốc Ả Rập Thống nhất. Tháng 3 năm 2023, công ty ký hợp đồng thứ ba với Công ty Ô tô Kim Long của Việt Nam. 
Vào tháng 3 năm 2023, KGM đã khởi động một cuộc đấu thầu để mua lại Edison Motors, công ty sắp bị tiếp quản. Vào tháng 5, công ty đã được chọn là nhà thầu được ưu tiên.  Vào tháng 6, có thông tin cho rằng SsangYong sẽ được tái ra mắt tại châu Âu dưới tên KGM, với logo cánh rồng của SsangYong vẫn được giữ nguyên ở phía trước. Người ta cho rằng chiếc xe KGM đầu tiên tại châu Âu sẽ là phiên bản nâng cấp của SsangYong Tivoli, và dòng xe SUV của họ sẽ sớm được đổi tên thương hiệu. 
Vào tháng 4 năm 2023, KGM đã ra mắt KG S&C, một bộ phận phụ tùng và chuyển đổi xe. 
Vào tháng 11 năm 2023, Cục Sở hữu Trí tuệ Hàn Quốc (KIPO) đã thông báo rằng họ đã từ chối đơn đăng ký thương hiệu này vì nó đã được Cihan Turan đăng ký tại khoảng 30 quốc gia. Công ty này được biết đến là một công ty chuyên đăng ký nhãn hiệu . Điều này đề cập đến việc đăng ký tên thương hiệu mà không có ý định sử dụng thực tế, mà chỉ nhằm mục đích khai thác quyền và thu các khoản thanh toán tương ứng. KGM đã kháng cáo quyết định này và cho biết sẽ tiếp tục sử dụng tên KGM ở thị trường nước ngoài cho đến khi có thông báo mới. 
Tuy nhiên, vào tháng 6 năm 2024, tờ Korea Times đưa tin rằng KGM đang gặp khó khăn trong việc xin cấp quyền nhãn hiệu cho chữ viết tắt ba chữ cái "KGM".  Văn phòng Sáng chế và Nhãn hiệu Thổ Nhĩ Kỳ thậm chí đã từ chối đăng ký KGM, bởi vì Tổng cục Đường bộ do chính phủ Thổ Nhĩ Kỳ điều hành, được viết là "Karayolları Genel Müdürlüğü" trong tiếng Thổ Nhĩ Kỳ, đã sử dụng cùng một từ viết tắt. Việc đăng ký KG Mobility cũng đã bị từ chối tại quốc gia này do Cihan Turan. Ngay cả tại Hàn Quốc, nhãn hiệu KGM cũng đang được KIPO xem xét, sau đơn phản đối được KTM , một nhà sản xuất xe máy của Áo, đệ trình vào năm 2023, với lý do người tiêu dùng có thể bị nhầm lẫn bởi hai từ viết tắt tương tự.
Vào tháng 8 năm 2024, KGM cho biết họ đã thành lập một công ty con bán hàng tại Đức để tăng cường hoạt động của mình tại thị trường châu Âu. 
Vào tháng 10 năm 2024, KGM thông báo rằng họ đã ký kết thỏa thuận hợp tác đối tác chiến lược với Chery Automobile của Trung Quốc. 

## Doanh nghiệp

### Quyền sở hữu
Đến tháng 4 năm 2023, cổ đông kiểm soát của KG Mobility là KG Mobility Holdings,  một công ty con do KG ETS (một công ty liên kết của Tập đoàn KG sở hữu hoàn toàn).  Vào tháng 8 năm 2023, KG Mobility Holdings đã được sáp nhập vào KG ETS, khiến KG Mobility trở thành công ty con trực tiếp của công ty sau.  KG ETS nắm giữ 58,84% cổ phần của KG Mobility và không thể bán cổ phần của mình cho bên thứ ba cho đến tháng 4 năm 2026. 

### Cơ sở

#### Văn phòng
- Trụ sở chính – Trụ sở chính đặt tại Pyeongtaek , Hàn Quốc. Trung tâm Nghiên cứu và Phát triển (R&D), Trung tâm Thiết kế và các phòng ban khác đều đặt tại văn phòng Pyeongtaek.
- Văn phòng Seoul – Phòng ban trực thuộc Trụ sở chính đặt tại Yeoksam-dong , Seoul

#### Nhà máy
- Nhà máy Pyeongtaek (Hàn Quốc) – Nhà máy chính. Sản xuất đầy đủ các dòng sản phẩm.
- Nhà máy Changwon (Hàn Quốc) – Nhà máy sản xuất động cơ và phụ tùng.

Cơ sở chính (lắp ráp) hiện tại nằm ở khu phố Chilgoe của Pyeongtaek và được xây dựng vào năm 1979. Toàn bộ cơ sở (bao gồm cả đất xung quanh) có diện tích 850.000  m 2 (9.100.000  ft vuông ) và cũng bao gồm trụ sở chính và các tòa nhà nghiên cứu và phát triển đã đề cập ở trên. Năm 2021, công ty đã bắt đầu quá trình xem xét để di dời nhà máy đến nơi khác. Vào tháng 9 năm 2023, công ty cho biết họ có kế hoạch bán đất của cơ sở hiện tại để tài trợ cho việc xây dựng một nhà máy mới tại khu vực thành phố Pyeongtaek, dự kiến khởi công vào năm 2024. Nhà máy mới dự kiến có công suất lắp ráp lên đến 300.000 xe mỗi năm theo cách tích hợp hơn (tránh tình trạng tắc nghẽn sản xuất của cơ sở kiểu cũ hiện tại). Nhà máy mới sẽ hoạt động hết công suất vào năm 2028. Mặc dù vậy, KGM trong thông cáo mới nhất vẫn tuyên bố không có ý di dời nhà máy Pyeongtaek hiện tại.